# 太田海也
太田 海也（おおた かいや、1999年7月27日 - ）は、岡山県出身の競輪選手、自転車競技選手。日本競輪選手会岡山支部所属。日本競輪選手養成所（以下、養成所）第121期生。師匠は藤田昌宏（82期）。ホームバンクは玉野競輪場。

## 来歴
岡山県立備前緑陽高等学校に入学後、ボート（ローイング）を始める。高校3年生であった2017年の全国高等学校総合体育大会ダブルスカルで優勝したほか、全国高等学校選抜ボート大会シングルスカルと（旧）国民体育大会ボート競技（現ローイング競技）クオドルプルでは準優勝の実績を残す。
高校卒業後は日本大学に進学。ボート競技を継続するも、小柄のため成績が伸び悩んだことと腰痛が原因で競技を断念、大学も1年で中退した。その後実家の岡山へ戻り、自転車を買いにいったことがきっかけでサイクルショップに就職したが、そのサイクルショップの社長から店舗の宣伝を兼ねて自転車レースへの参加を勧められ、その大会で優勝したことで競輪選手を目指すことになった。友人の父親が元選手の田中栄次（66期）であったこともあり、のち師匠となる藤田昌宏を紹介された。
2021年1月、養成所第121回選手候補生入所試験に合格。5月27日に養成所で入所式を迎え、6月に行われた第1回記録会でゴールデンキャップを獲得。この結果を受け、養成所から早期卒業候補者として認定された。9月に行われた第2回記録会でもゴールデンキャップを獲得。また在所中の競走訓練においても早期卒業要件をクリアする優秀な成績を残したことと、本人が早期卒業の意思表示をしたことで12月の競輪選手資格検定受験を許可され、それにも合格したことで12月17日、同期の中野慎詞とともに寺崎浩平、菊池岳仁（ともに117期）以来となる養成所早期卒業者として認定された。22日に早期卒業証書授与式が行われ、他の同期に先駆け年内で養成所を卒業した。
養成所在所中の12月10日から13日にかけて行われた第90回全日本自転車競技選手権大会（伊豆ベロドローム）で出走した際に転倒し右鎖骨を骨折したため当初はデビューが未定となっていたが、怪我も癒えたこともあり2022年1月20日、小倉FII（ミッドナイト）でデビュー、デビュー戦で初勝利を挙げた。その後も同開催、別府FII（モーニング）、久留米FII（ナイター）と3場所連続で完全優勝を果たしたことで、2月18日付でA級2班へ特別昇班を果たした。ただ、A級2班昇班後最初の開催であった玉野FII（ミッドナイト）では初日は1着も2日目以降が開催打ち切りとなり、18連勝でS級昇格することは絶たれた。
養成所を早期卒業した実力を評価され、2022年1月に日本自転車競技連盟よりトラックレース短距離強化指定選手「B」指定（アカデミー）を受けたことで、以後は自転車競技にも注力することになった。
2023年2月26日、2023UCIトラックネーションズカップ第1戦（ジャカルタ）・4日目の男子スプリントにおいて、自身初の銀メダルを獲得。
その後、3月17日、第2戦（カイロ）・3日目の男子ケイリンにおいて、銅メダルを獲得。続く3月18日、4日目の男子スプリントにおいても、銅メダルを獲得。8月のオールスターでGI初出場。10月の寬仁親王牌、11月の競輪祭と連続選出され、GI3回目にして決勝進出を果たす。12月28日に立川競輪場で行われたヤンググランプリで優勝し、初の特別競輪タイトルを獲得した。
2024年パリオリンピックの自転車競技では、男子チームスプリントに長迫吉拓、小原佑太とともに出場し、フランスに敗れて5位決定戦に回った後、5位決定戦で日本記録を更新する42秒078のタイムでドイツに勝利し5位となった。また、男子スプリントでは準々決勝でイギリスの選手に敗れ、順位決定戦に回り最終的に7位だった。男子ケイリンでは準決勝に進出したものの、他の選手の走路を阻んだとして降着の判定を受け、スプリント種目で警告を受けていたため失格となった。